# Hermann Grassmann
Hermann Günther Grassmann (n. 15 aprilie 1809, Stettin, Regatul Prusiei – d. 26 septembrie 1877, Stettin, Regatul Prusiei) a fost un savant german care a activat în variate domenii: lingvistică, matematică, fizică, publicistică. A fost un adevărat umanist al epocii sale.

## Biografie
A fost al treilea copil din cei doisprezece ai lui Justus Günter Grassmann, care era profesor de matematică la gimnaziul din Szczecin. Grassmann nu a fost un elev prea strălucit până în 1827, când a fost admis la universitate cu o notă mare. La Universitatea din Berlin a studiat teologia. În același timp a frecventat și cursuri de lingvistică, filozofie și literatură și se pare, dar nu este sigur, că și cursuri de matematică și fizică. În toamna lui 1830 a început la Berlin studiile și în aceste două domenii. La examenul din anul următor nu a obținut un rezultat prea convingător, astfel că în 1832 a fost nevoit să se mulțumească cu un simplu post de asistent la gimnaziul din orașul natal.
În 1834 Grassmann a început să predea matematica la Școala de meserii (Gewerbeschule) din Berlin. Un an mai târziu s-a reîntors la Sczeczin pentru a preda matematica, fizica, germana, latina, religia, e drept că la un nivel modest. Peste patru ani însă, Grassmann a trecut acele examene în urma cărora putea preda matematica, fizica, chimia și mineralogia la nivel secundar.
În 1847 a devenit Oberlehrer, un fel de profesor titular, iar în 1852 a fost numit profesor în locul tatălui său la gimnaziul din Szczecin.
La recomandarea lui Ernst Kummer, Grassmann este numit profesor universitar prin ordin ministerial.
În timpul evenimentelor social-politice din Berlinul anilor 1848 - 1849, Hermann Grassmann și fratele său Robert redactează un document prin care susțin Unificarea Germaniei sub o monarhie constituțională. Grassmann își continuă lupta politică publicând o serie de articole în domeniul dreptului constituțional.
Grassmann a avut unsprezece copii, din care numai patru au atins vârsta de adult. Unul din fiii săi, Hermann Ernst Grassmann, a fost profesor de matematică la Universitatea din Gießen.

## Contribuții

### Matematică
Grassmann a fost unul dintre întemeietorii geometriei vectoriale și a geometriei multidimensionale.
Astfel, a imaginat ipoteza unui spațiu cu n dimensiuni, cu extindere la geometria n-dimensională, conținând într-o formă pur geometrică calculul cu sisteme de numere cu totul generale, așa-numitele mărimi extensive compuse din n unități.
În 1844 publică cea mai valoroasă lucrare a sa, Die lineare Ausdehnungslehre, ein neuer Zweig der Mathematik (Teoria extensiei liniare, o nouă ramură a matematicii). Lucrarea nu a trezit vreun interes deosebit în perioada de imediat după publicare. Abia în 1867 matematicianul Hermann Hankel, în lucrarea sa Theorie der complexen Zahlensysteme (Teoria sistemelor de numărare complexe), face cunoscute ideile novatoare ale lui Grassmann.
Ulterior această teorie a extensiilor va conduce la dezvoltarea studiului formelor diferențiale, care vor avea multiple aplicații în analiza matematică și în geometria diferențială. Printre matematicienii care au adoptat aceste metode de studiu se numără Felix Klein și Élie Cartan.
Grassmann a dezvoltat aproape concomitent cu Arthur Cayley, coordonatele plückeriene ale dreptei.
A considerat problema generală a numerelor complexe și hipercomplexe, în care elementele sunt sisteme de numere.
A dezvoltat soluția problemei lui Pfaff privind integrarea unei anumite ecuații cu derivate parțiale.
A introdus noțiunea de determinant funcțional și teoremele fundamentale pe care le-a studiat prin metoda teoriei sale a întinderii, teorie care se utilizează pentru construcția curbelor algebrice.
S-a lansat într-un proiect de analiză geometrică pe bază vectorială, al cărui studiu a început în anul 1844, când a dat o descriere adecvată operațiilor cu mărimi fizice vectoriale, fiind astfel considerat fondatorul teoriei spațiilor vectoriale.
Lucrarea sa referitoare la vectori este originală în ceea ce privește concepția, gândirea, terminologia și a fost apreciată de Gauss, Möbius, Hankel, Schlegel.
Prin această lucrare a dezvoltat algebra vectorială, creând analiza vectorială, bazată pe elemente abstracte, pe definiții și axiome.
A introdus calculul geometric și teoria echipolențelor în calculul matricilor.
A dezvoltat teoria ecuațiilor cu derivate parțiale.
Printre matematicienii români care au continuat cercetările sale se numără: Gheorghe Galbură (cu lucrarea Forme diferențiale pe varietatea lui Grassmann cuaternionică, apărută în 1956) și Kostake Teleman (1958).

### Lingvistică
Grassman s-a ocupat și de lingvistica istorică, realizând studii de gramatică germană, culegând cântece populare și învățând sanscrita.
A efectuat o traducere a colecției indiene antice Rig Veda, care și astăzi este recunoscută.
A enunțat o lege de transformare fonetică în cadrul limbilor indo-europene, care ulterior se va numi legea lui Grassmann.

### Fizică
Grassmann a observat că toate culorile pot fi obținute prin suprapunerea, în diverse proporții, a celor trei culori primare.
De asemenea, a abordat o nouă teorie a electrodinamiciii.

## Scrieri
- 1844: Die Wissenschaft der extensiven Grössen oder die Ausdehnungslehre (Leipzig);
- 1861: Die lineale Ausdehungslehre;
- 1861: Lehrbuch der Arithmetik;
- 1875: Wörterbuch zum Rig-Veda;
- 1894 - 1911: Gesammelte mathematische und physikalische Werke (Leipzig).